# PQ1船団
PQ1船団は、第二次世界大戦中に連合国がソビエト連邦へ支援物資を運ぶために北極海で運航された二つ目の船団。
PQ1船団は1941年9月29日にアイスランドのクヴァールフィヨルズル (Hvalfjörður、ハヴァルフィヨルドとも) を出発し、1941年10月11日にアルハンゲリスクに到着した。
船団は11隻の商船で構成されていた。積載貨物は20両の戦車や193機の戦闘機などである。船団の護衛は重巡洋艦「サフォーク」、駆逐艦「アンテロープ」、「アンソニー」、掃海艇4隻、対潜トロール船3隻であった。
すべての船が無事に目的地に到着した。これら輸送船の帰路向けとして11月にQP2船団が編成されている。